# 鹿児島県道67号高隈串良線
鹿児島県道67号高隈串良線（かごしまけんどう67ごう たかくまくしらせん）は、鹿児島県鹿屋市を通る県道（主要地方道）である。

## 概要
鹿屋市下高隈町から鹿屋市串良町有里に至る。

### 路線データ
- 起点：鹿児島県鹿屋市下高隈町（国道504号交点）
- 終点：鹿児島県鹿屋市串良町有里（緑ケ丘交差点、国道220号交点）
- 総延長：11.862 km

## 歴史
- 1958年（昭和33年）11月1日 - 鹿児島県告示第773号により路線認定[1]。
- 1993年（平成5年）5月11日 - 建設省から、県道高隈串良線が高隈串良線として主要地方道に指定される[2]。

## 地理

### 通過する自治体
- 鹿屋市

### 交差する道路
| 交差する道路                      | 交差する場所 | 交差する場所        |
| --------------------------------- | ------------ | ------------------- |
| 国道504号                         | 下高隈町     | 起点                |
| 鹿児島県道553号下高隈川東線       | 下高隈町     |                     |
| 鹿児島県道552号鹿屋串良インター線 | 串良町細山田 | 細山田IC            |
| 国道269号                         | 串良町細山田 | 細山田交差点        |
| 国道220号                         | 串良町有里   | 緑ケ丘交差点 / 終点 |

### 沿線
- 鹿屋警察署 高隈駐在所
- 鹿屋市立細山田中学校
- 鹿屋市立串良中学校（終点付近）
- 鹿児島県立串良商業高等学校（終点付近）